# Juan de Nova
Juan de Nova is een eilandje met riffen in de Straat Mozambique, tussen Mozambique en Madagaskar. Het eiland hoort staatkundig bij de Verspreide Eilanden in de Indische Oceaan (Îles éparses de l'océan indien). Het wordt vertegenwoordigd door een Hoge Commissaris der Franse Republiek die op Réunion zetelt. De enige bewoners vormen een garnizoen soldaten en één politieagent. Zij beheren een weerstation. Verder wordt Juan de Nova regelmatig bezocht door wetenschappers. Het eiland heeft een onverharde, 1.300 m lange landingsstrip voor vliegtuigen.
Het eilandje is vernoemd naar de 15e-eeuwse Portugese ontdekkingsreiziger João da Nova. Het eilandje wordt geclaimd door Madagaskar.

## Natuur
Het eiland is een beschermd natuurgebied. Het wordt omringd door een koraalrif. Het merendeel van het eiland is begroeid met Casuarinaceae. In de periode van november tot maart komen er zo'n twee miljoen sternen naar het eiland om daar te broeden.

## Geschiedenis
In 1501 is João da Nova langs het eiland gevaren. Sinds 1897 is het Frans bezit. Van 1900 tot aan 1970 werd er guano gewonnen. Om die reden werd er een nederzetting gesticht (met zelfs een kleine gevangenis) en werd een smalspoorlijn aangelegd om de guano naar de kust te vervoeren. Tijdens de Tweede Wereldoorlog werd het eiland verlaten. In 1966 werd er een 25 meter hoge vuurtoren gebouwd.

## Scheepswrakken
Rond het eiland ligt een aantal scheepswrakken:
- In 1911 probeerde het Britse schip de SS Tottenham het eiland te bereiken maar het zonk toen het vastliep op een van de koraalriffen.[1]
- De HMS Springer liep in 1975 op het rif.
- Tussen de duinen ligt een Koreaans schip.

Bassas da India · Europa · Juan de Nova · Glorieuzen · Tromelin